# Hellion (película)
Hellion es una película del 2014 escrita y dirigida por Kat Candler. La película es protagonizada por Aaron Paul como un padre emocionalmente ausente de dos hijos. También aparece Juliette Lewis, Josh Wiggins, Deke Garner, Jonny Mars y Annalee Jefferies.
La película se estrenó en la competencia en la Categoría por película dramática en el Festival Internacional de Cine de Sundance el 17 de enero de 2014.

## Elenco
- Aaron Paul como Hollis Wilson.
- Juliette Lewis como Pam.
- Josh Wiggins como Jacob Wilson.
- Deke Garner como Wes Wilson.
- Jonny Mars como Duncan.
- Annalee Jefferies como Fran.

## Producción
La película recibió críticas mixtas a críticas positivas. En Rotten Tomatoes tiene un 60% basado en 47 críticas. En Metacritic la película tiene un puntaje de 55 sobre 100 basado en 24 críticas.